# Lei Bitcoin em El Salvador
A Lei Bitcoin é uma lei que foi aprovada no 9 de junho de 2021 por parte da Assembleia Legislativa de El Salvador, com 62 votos a favor e 19 votos contra. A lei significou a adoção do bitcoin em El Salvador, tornando-se no primeiro país do mundo a usar a criptomoneda. A proposta de lei foi entregue à Assembleia Legislativa pelo presidente Nayib Bukele, através da ministra de Economia, María Luisa Hayem.